# 관촌수필
관촌수필은 이문구의 연작 소설로 자신의 고향인 대천 관촌부락을 배경으로 쓴 소설이다. 1972년 현대문학 5월호에 '일락서산'을 시작으로 신동아, 월간중앙, 창작과 비평, 문학과 지성, 세계의 문학에 1976년까지 8편의 소설이 관촌수필이라는 부제로 발표되었다.
2017년 11월 23일에 시행된 2018학년도 대학수학능력시험 언어영역에 출제되었다.

## 구성
관촌수필은 '일락서산', '화무십일', '행운유수', '녹수청산', '공산토월', '관산추정', '여요주서', '월곡후야' 의 순서대로 총 여덟 편으로 구성되어 있다. '일락서산'에서 '공산토월'까지는 글쓴이가 고향에서 보냈던 유년 시절을 추억하는 내용으로 한국전쟁을 전후로 자신의 집안이야기가 주를 이룬다. '관산추정'은 어린시절의 친구를 만난 이야기로 대천이 변모한 것에 대한 아쉬움이 나타난다. '여요주서'와 '월곡후야'는 성인이 되어서 고향 마을을 다시 찾았을 때 겪은 이야기를 내용으로 하고 있다.

## 판본
1977년 단행본으로 초판이 출간되었고, 1991년에 세로쓰기를 가로쓰기로 바꾸어 재판이 발행되었다.